# Allodape quadrilineata
Allodape quadrilineata är en biart som beskrevs av Cameron 1905. Allodape quadrilineata ingår i släktet Allodape och familjen långtungebin. Inga underarter finns listade i Catalogue of Life.